# Vraniste (Sztruga)
Vraniste (macedónul: Враниште) település Észak-Macedóniában, a Délnyugati körzetben, Sztruga községben.

## Népesség
| Lakosok száma | 545  | 598  | 730  | 801  | 1094 | 1497 | 1420 | 1517 | 1563 |
|               | 1948 | 1953 | 1961 | 1971 | 1981 | 1991 | 1994 | 2002 | 2021 |

2002-ben 1517 lakosa volt, akik közül 1506 macedón, 4 szerb, 4 vlach és 3 egyéb.